# Туризм в Архангельской области
Туризм в Архангельской области — отрасль экономики Архангельской области. Область занимает 5 место по концентрации культурных памятников в России.

## Достопримечательности
Интерес представляют крепости Новодвинская и Гостиный двор (старейший в России), Водлозерский национальный парк, Пинежский заповедник, Кенозерский национальный парк, национальный парк «Русская Арктика», самые северные мельницы в мире в селе Кимжа.  В список «Семь чудес Архангельской области» вошли Архангельск, Соловецкий архипелаг (памятник ЮНЕСКО), Белое море вместе с Кий-островом, музей под открытым небом «Малые Корелы», Пинежские пещеры, города–музеи Каргополь, Сольвычегодск и родина Михаила Ломоносова.
Устьянский район известен тем, что в нём проживают более половины всех пчеловодов области, а Устьяны являются туристическим медовым центром.

## Описание
Наиболее посещаемыми туристами являются город Архангельск (29%), Каргопольский район (27%) и Пинежский район (21%).

### Круизный туризм
Развивается в акватории Белого моря, а также по Беломоро-Балтийскому каналу, связанному с  Санкт-Петербургом. Каждый судозаход приносит региону 1 млн. рублей прямых доходов.

## Поморские промыслы
- Птица счастья
- Берестяные туеса
- Холмогорская резная кость
- Каргопольская игрушка
- Пермогорская роспись
- Борецкая роспись
- Ракульская роспись
- Мезенская роспись по дереву

## Фестивали
- Международный фестиваль уличных театров
- Международные Дни Джаза в городе Архангельске
- Прокопьевская ярмарка (и Фестиваль юмора) 22 июля в Сольвычегодске
- Международный рок-фестиваль "Беломор-Буги"

## Санатории
| - Беломорье - Меридиан | - Солониха - Сольвычегодск |

## Статистика
По данным статистики в Архангельской области зарегистрировано 130 туристических организаций, 19 компаний-туроператоров, функционируют три общественных организации: Архангельская региональная туристская ассоциация, федерация спортивного туризма Архангельской области, ассоциация туризма и сервиса региона. Число обслуженных туристов — около 60 тыс. человек (2009), в 2012 году — 93,5 тыс. обслуженных туристов. В 2008 году регион посетило 386,5 тыс. человек, в 2009 году — 286 тысяч туристов, в 2010 году — 322 тысячи, в 2011 году — 325 тысяч. В Архангельской области поставлено на государственную охрану — 1971 памятник архитектуры, истории и культуры, в том числе 561 — федерального значения, 1410 — регионального значения.